# Sierra-leonische Basketballnationalmannschaft
Die Basketballnationalmannschaft von Sierra Leone vertritt Sierra Leone in internationalen Wettbewerben des Männerbasketballs. Sie ist Teil der Sierra Leone Basketball Federation (SLBF). Die höchste Platzierung in der FIBA-Weltrangliste war Rang 86 (Stand ?). Mit Stand 6. Dezember 2023 ist die Nationalmannschaft Sierra Leones nicht mehr geführt.

## Aktuelle Mannschaft
Stand: ?
- Chris Bart-Williams (Tenerife CB – Spanien)
- Trevor Turner (Cannon Royals – Sierra Leone)
- Ahmed Dahniya (Cannon Royals – Sierra Leone)
- Emmanuel Bassey (YSC – Sierra Leone)
- Ernest James Johnson (Cannon Royals – Sierra Leone)
- Mobido Lymon (Wilberforce Breakers – Sierra Leone)
- Octavius Jackson (Cannon Royals – Sierra Leone)
- Jerrold Hadson-Taylor (YSC – Sierra Leone)
- Muctar Kallay (YSC – Sierra Leone)
- Osman Jalloh (Wilberforce Breakers – Sierra Leone)
- Sam Brewah (YSC – Sierra Leone)
- Mamudu Lahai (YSC – Sierra Leone)
- Trainer: Kane O’Leary

## Trivia
Internationale Aufmerksamkeit erhielt die Mannschaft durch die Sierra Leone Collection des deutschen Sportartikelherstellers Kickz 2005. Seitdem wird die Mannschaft unterstützt.